# Erica amphigena
Erica amphigena är en ljungväxtart som beskrevs av Guthrie och Bolus. Erica amphigena ingår i släktet klockljungssläktet, och familjen ljungväxter. Inga underarter finns listade i Catalogue of Life.